# Horecký kopec
Horecký kopec je přírodní památka poblíž obce Hnanice v okrese Znojmo v nadmořské výšce 288–312 metrů. Důvodem ochrany jsou xerotermní travinobylinná společenstva s výskytem vzácných druhů rostlin a živočichů, druhová pestrost stepního společenstva.